# Relazioni bilaterali tra Brunei e Giappone

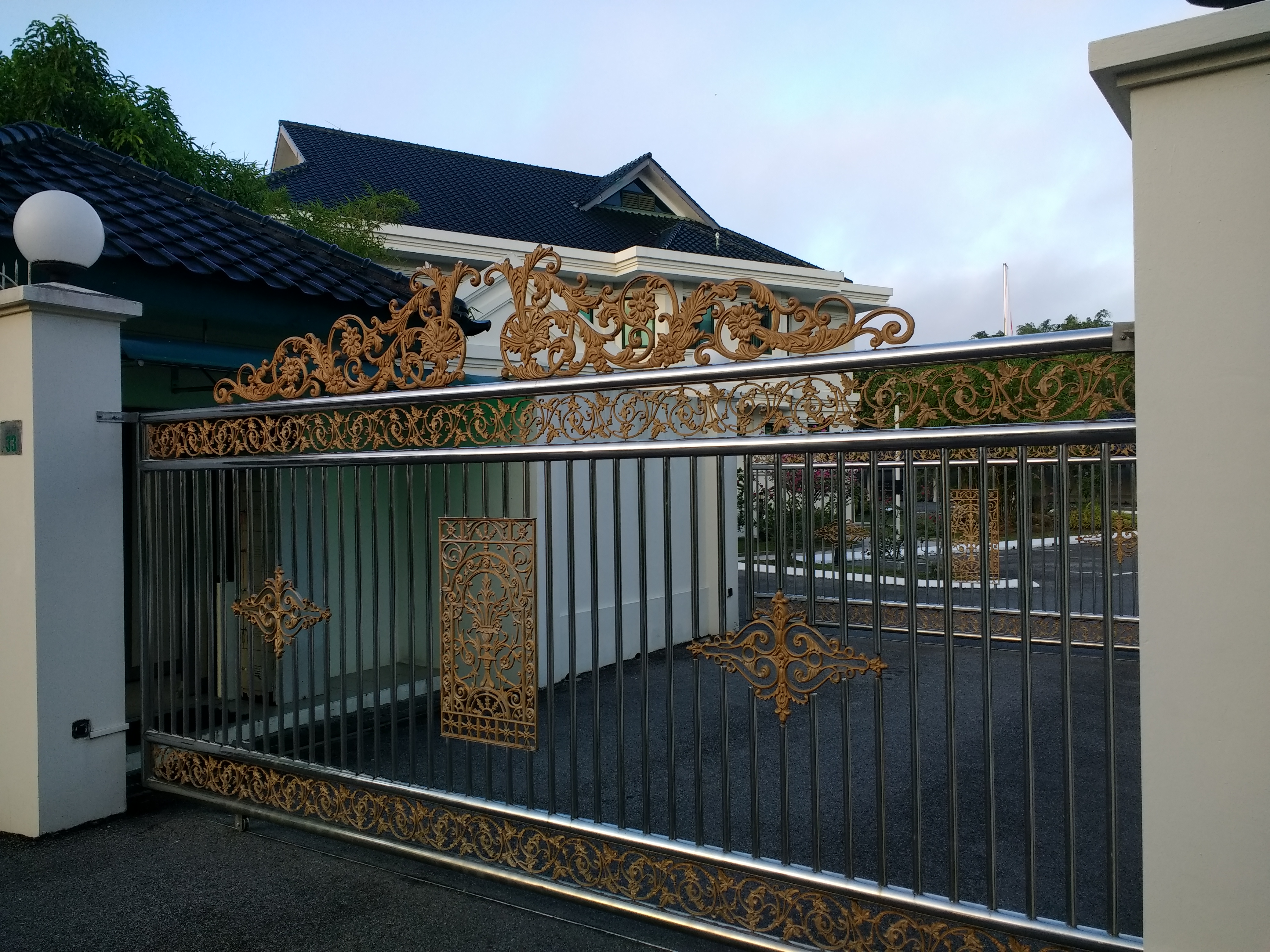
Ambasciata del Giappone a Bandar Seri Begawan

Le relazioni bilaterali tra Brunei e Giappone (in malese Hubungan Brunei - Jepun, in giapponese 日本とブルネイの関係?) sono le relazioni diplomatiche tra lo Stato del Brunei e lo Stato del Giappone. Il Brunei ha un'ambasciata a Tokyo e il Giappone possiede un'ambasciata a Bandar Seri Begawan.

## Storia
Le relazioni sono state stabilite il 2 aprile 1984. Il Brunei e il Giappone hanno avuto legami molto stretti e amichevoli, soprattutto a livello economico, con il Brunei che si affida in maniera importante al Giappone per le importazioni di autoveicoli, macchine edili, prodotti elettronici ed elettrodomestici che dominano il mercato bruneiano.

## Rapporti tra Famiglia reale del Brunei e Famiglia imperiale giapponese
Il Sultano del Brunei fece una visita di stato in Giappone nell'aprile 1984. Per la prima volta nella storia, il Sultano del Brunei fece un'udienza con l'imperatore Hirohito al Palazzo Imperiale di Tokyo . Durante la visita del Sultano, entrambi i monarchi si sono scambiati onori di stato. Il Sultano assegnò l'imperatore di 1ª classe - Darjah Kerabat Laila Utama Yang Amat Dihormati - DK (Laila Utama) mentre l'imperatore conferì il Sultan Collar dell'Ordine Supremo del Crisantemo.
Le relazioni tra le due famiglie reali continuano a rimanere strette. Il Sultano del Brunei partecipò al funerale dell'imperatore Hirohito nel 1989.  Un anno dopo, il Sultano partecipò all'incoronazione del successivo imperatore Akihito il 12 novembre 1990.
Nel settembre 1996 il principe Hitachi e la principessa Hitachi visitarono il Brunei. Sono diventati i primi membri della famiglia imperiale a visitare il sultanato.
Il 9 settembre 2004, tra gli ospiti reali invitati, il principe ereditario Naruhito ha partecipato al matrimonio reale del principe ereditario Al-Muhtadee Billah con il pinguino Anak Sarah all'Istana Nurul Iman di Bandar Seri Begawan .
Il 5 ottobre 2017, in occasione del Giubileo d'oro del Sultano del Brunei al trono, l'imperatore Akihito e l'imperatrice Michiko hanno firmato il libro di congratulazioni per trasmettere le loro più sentite congratulazioni al Sultano. La firma è avvenuta presso l'ambasciata del Brunei a Tokyo .

## Relazioni economiche
Sono stati firmati numerosi accordi come il partenariato economico Giappone-Brunei e l'elusione fiscale. Nell'industria petrolifera e del gas, oltre l'82% del gas naturale liquefatto bruneiano (GNL) è stato venduto in Giappone e il Brunei fornisce oltre 5 milioni di tonnellate di GNL all'anno a tre utility giapponesi. Le società giapponesi sono state attive negli investimenti nel Brunei e stavano pianificando nuovi progetti in altri settori, ad esempio nel settore petrolchimico e degli alimenti halal. Entrambi i paesi cercano anche la cooperazione nel campo delle energie rinnovabili e del risparmio energetico, e desiderosi di espandere le relazioni in materia di istruzione, agricoltura e salute.

## Relazioni di sicurezza
Per quanto riguarda la sicurezza, il primo ministro giapponese Shinzō Abe ha dichiarato che il Giappone farà ogni sforzo per il successo delle esercitazioni multilaterali nell'ambito dell'ASEAN Ministri della Difesa che si sono tenute nel Brunei nel 2013. Sia il Brunei che il Giappone hanno confermato che avrebbero continuato a rafforzare le relazioni di cooperazione nei settori della prevenzione delle catastrofi e della sicurezza marittima.

## Ulteriori letture
- Ministero degli Affari Esteri Giappone-Brunei (Giappone)
- Chiama per il Brunei più vicino, il Giappone lega il Brunei Times
- PM SULTANO, GIAPPONESE, Svela il LOGO SIMBOLICO BruDirect
- Festeggia il 25 ° anniversario dei legami diplomatici Giappone-Brunei con il Bollettino del Borneo